# 姥子站
姥子站（日语：／ Ubako eki */?）是一個位於日本神奈川縣足柄下郡箱根町姥子，屬於小田急箱根的車站。車站編號是OH 64，是在大涌谷站與桃源台站之間的中途站。姥子站的車站大樓安裝了自動售票機，車站前面展出曾經使用過的索道設備。

## 周邊設施
姥子附近為溫泉區及觀光區，並設有多間旅館。
- 姥子溫泉
- 船見岩
- 姥子石佛群
- 姥子山姥神社

## 圖集

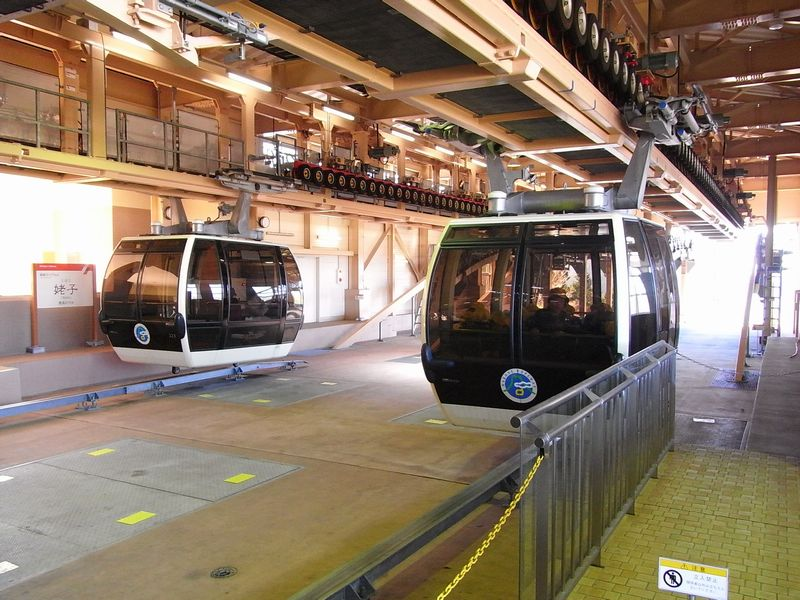
車站內部（攝於2008年11月20日）
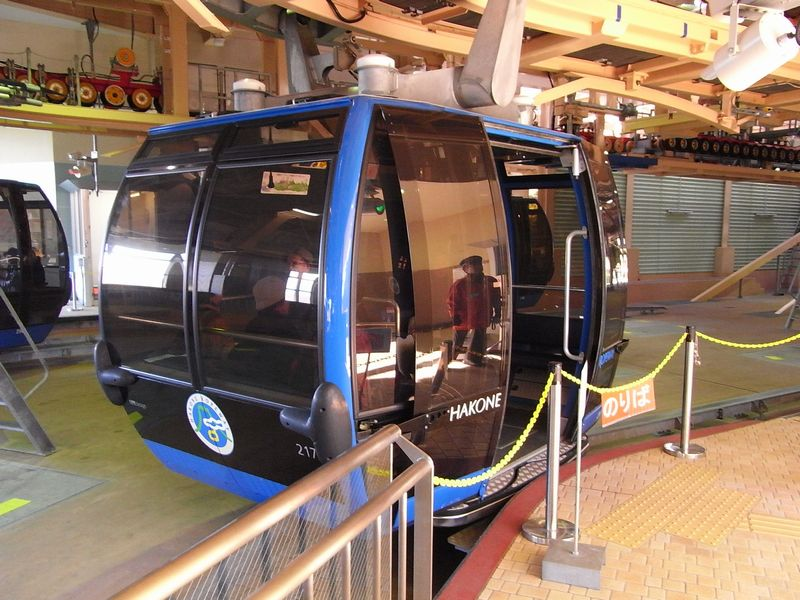
車站內部（攝於2008年11月20日）
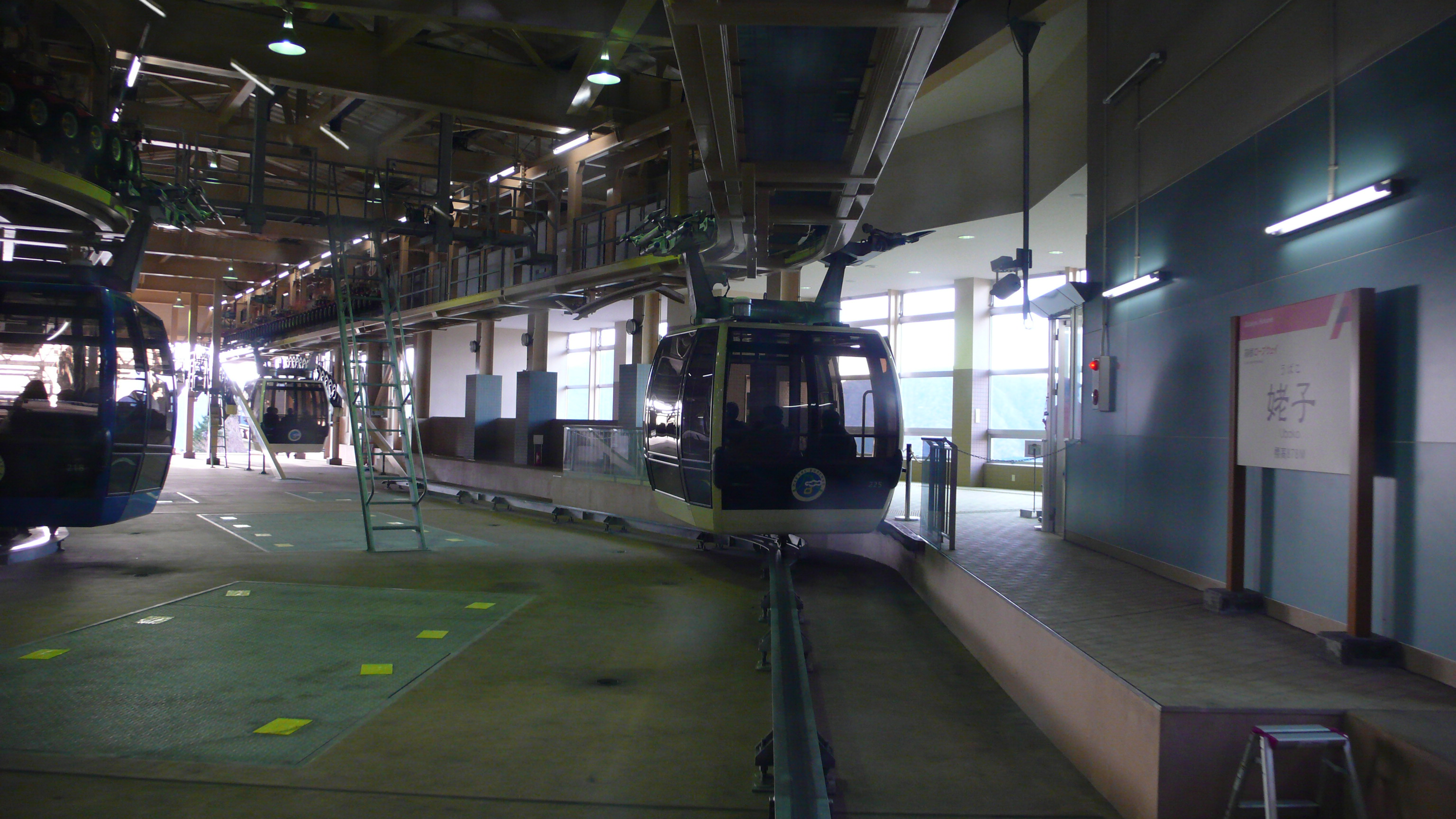
纜車轉彎處（攝於2009年1月）
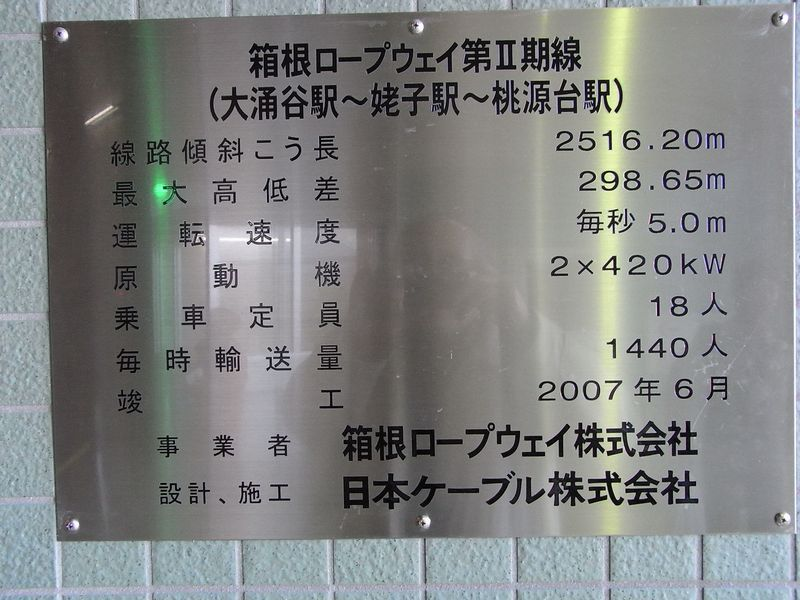
箱根空中纜車二期線的規格（攝於2008年11月20日）
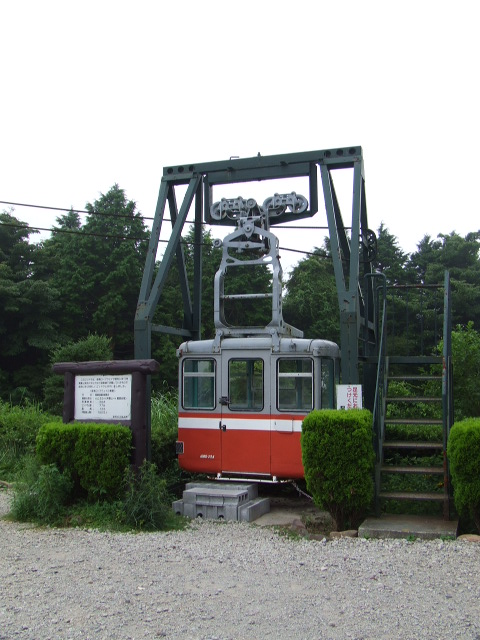
姥子站前展示的舊型號纜車（攝於2007年8月）
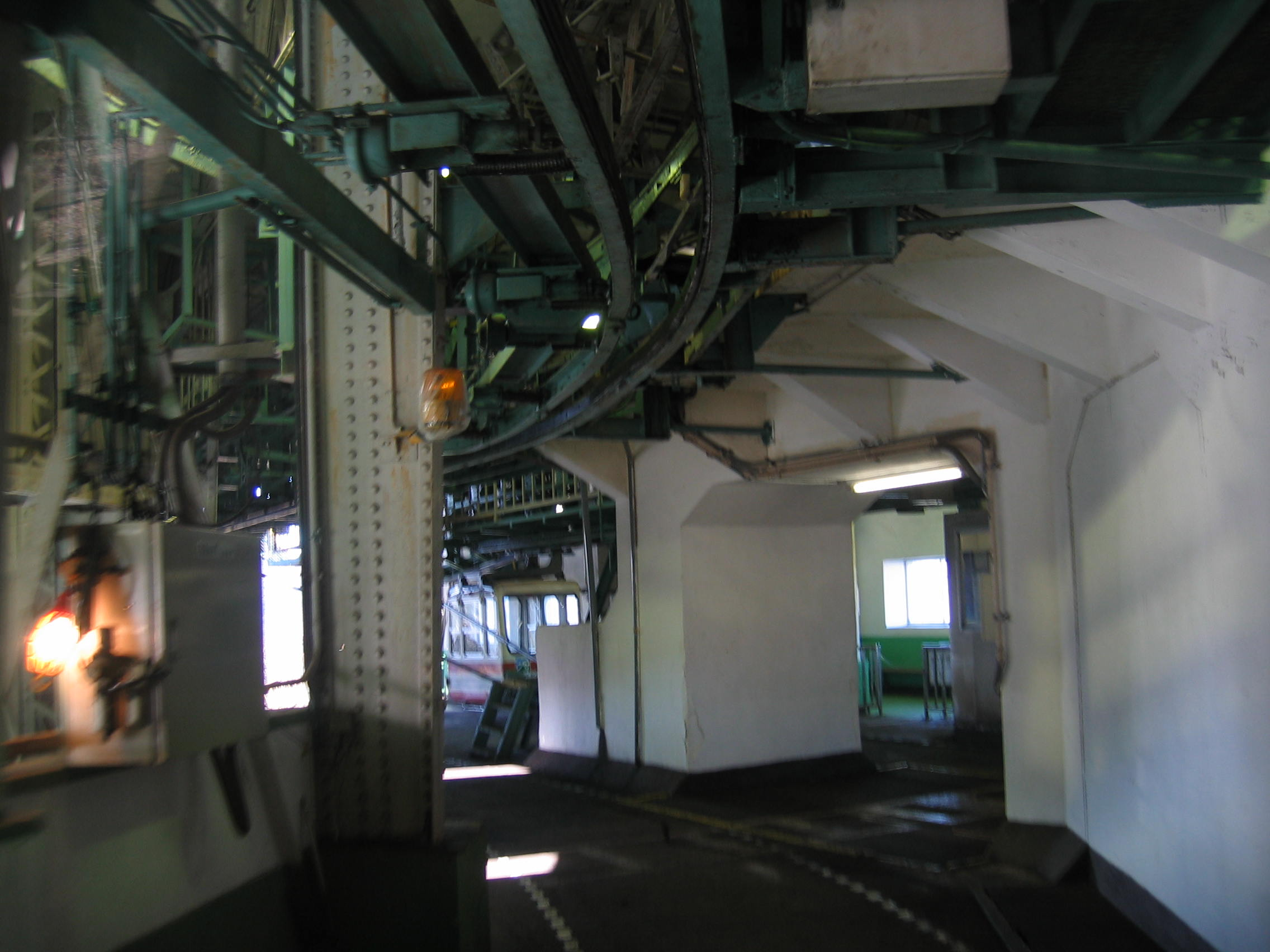
舊姥子站内部的纜車路（攝於2005年1月）
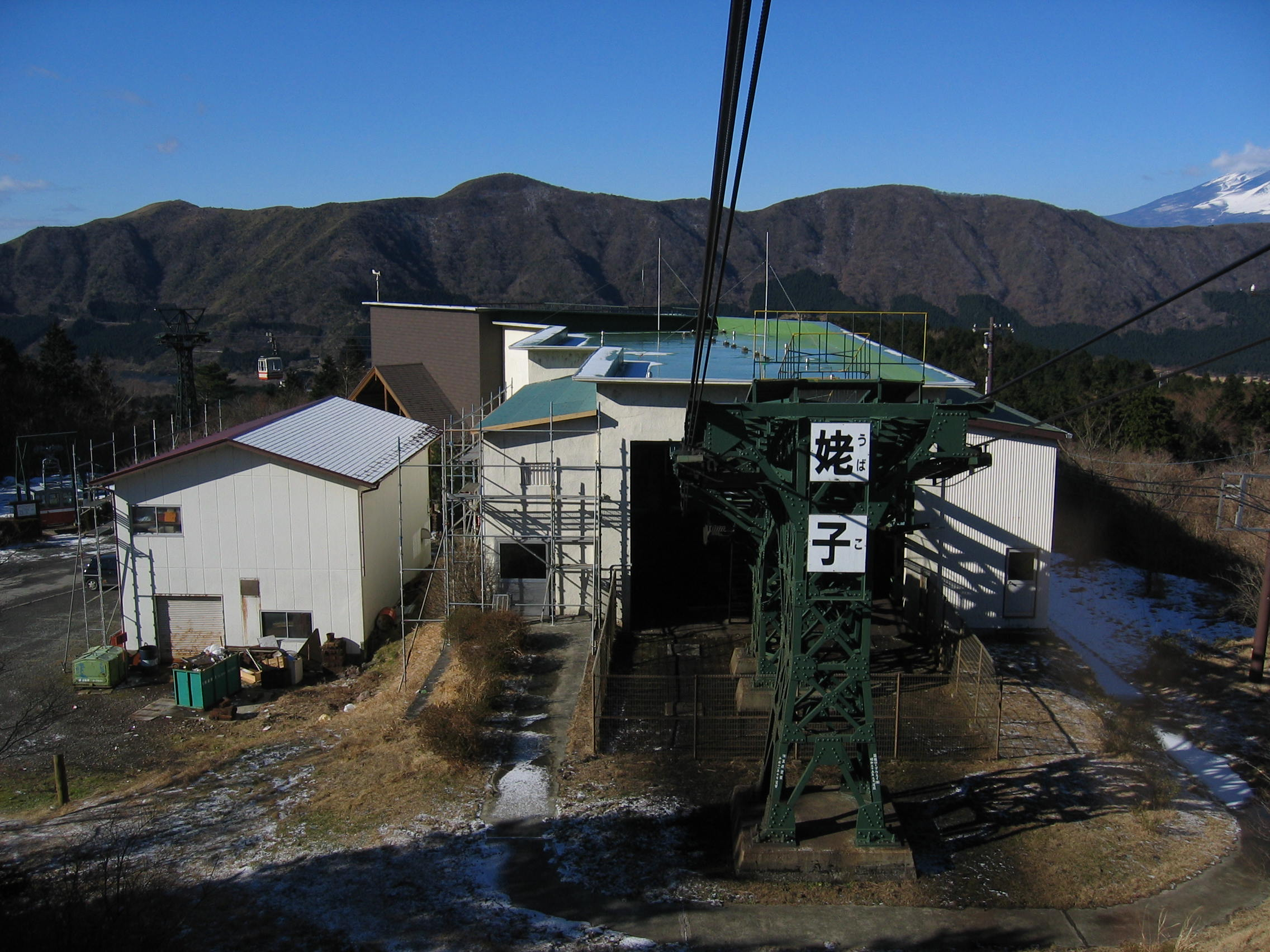
舊姥子站（攝於2005年1月）

## 相鄰車站
箱根空中纜車
 小田急箱根
大涌谷（OH 63）－姥子（OH 64）－桃源台（OH 65）

## 外部連結
- 姥子站 （页面存档备份，存于） - 箱根空中纜車